# Amina Claudine Myers
Amina Claudine Myers (Blackwell (Arkansas), 21 maart 1943) is een Amerikaanse jazzzangeres en toetseniste.

## Biografie
Myers groeide op in een door gospelmuziek en rhythm-and-blues gekarakteriseerde omgeving in Texas, maar luisterde echter als opgroeiende ook Europese muziek, zoals bijvoorbeeld Mozarts Requiem. Ze zong in gospelkoren en begon op 17-jarige leeftijd met het pianospel. Midden jaren 1960 verhuisde ze als lerares naar Chicago, waar ze speelde met Gene Ammons en Sonny Stitt. Daarna sloot ze zich aan bij de muziekvereniging Association for the Advancement of Creative Musicians. Tegenwoordig geldt Myers als een belangrijke vertegenwoordigster van de AACM. In 1969 nam ze met de saxofonist Kalaparusha Maurice McIntyre haar eerste jazzalbum op. In 1976 verhuisde ze naar New York en nam daar op met Lester Bowie (African Children, 1978) en Muhal Richard Abrams (Duet, 1981) en formeerde ze eigen bands.
Begin jaren 1980 woonde ze enkele jaren in Europa. In 1985 speelde ze in het Liberation Music Orchestra van Charlie Haden. Sinds de jaren 1990 is ze vaker te horen in de buurt van Bill Laswell. In Lester Bowie's New York Organ Ensemble bedacht ze eigenzinnige composities uit traditionele Afro-Amerikaanse muziek en freejazz. Ze werkte echter ook met Marian McPartland, het Art Ensemble of Chicago, Archie Shepp, David Murray, Arthur Blythe, Frank Lowe, Jeanne Lee, Leroy Jenkins, Jim Pepper en Ray Anderson.
Myers schreef een eigentijdse musical, meerdere grote composities voor verschillende ensembles, werkte mee aan de Off-Broadway-musicalproductie Ain't Misbehavin'  en trad ook in het voetlicht als actrice. De wortels van haar muziek liggen tot vandaag in de gospel, spiritual en blues. Myers plaatst deze elementen niet zomaar naast elkaar, maar laat ze met verschillende nadruk in elkaar overvloeien. 

## Discografie
- 1979: Poems For Piano: The Piano Music Of Marion Brown
- 1979: Song For Mother E (met Pheeroan akLaff)
- 1980: Salutes Bessie Smith (met Cecil McBee en Jimmy Lovelace)
- 1983: The Circle Of Time (met Don Pate en Thurman Barker)
- 1984: Jumping In The Sugar Bowl (met Thomas Palmer en Reggie Nicholson)
- 1986: Country Girl (met Patience Higgins, Carlos Ward, Ricky Ford, Jerome Harris, Reggie Nicholson en Bola Idowu)
- 1987: Amina (met Jerome Harris, Reggie Nicholson, Bola Idowu, Ray Mantilla, Catherine Russell en David Peaston)
- 1988, ^1993: Women In (E)Motion-Festival (met Jerome Harris en Reggie Nicholson)
- 1988, ^1995: Wasted Life Blues, In: Various, Women in (E)Motion Sampler (1988–1994, met Jerome Harris en Reggie Nicholson)
- 1989: In Touch (met Jerome Harris, Reggie Nicholson, Flare Funston, Pete Levin en Jason Mills)
- 1991: Marian McPartland's Piano Jazz With Guest Amina Claudine Myers

^ = jaar van publicatie